# مدينة الرياض (المغرب)
مدينة الرياض هو اسم كان يطلق على مقر إقامة الوزراء في العهد الإسماعيلي بالمغرب. بني في عهد إسماعيل بين القرن السابع عشر والقرن الثامن عشر ، وضمت منازل الولاة والقادة والأمناء وجميع كبار موظفي بلاط مولاي إسماعيل . وصفها المؤرخ أحمد بن خالد الناصري بجميلة مكناس  ، وقد دمرها السلطان عبد الله بن إسماعيل في فترة الأزمة العلوية (عهد الفترة).